# Peak District
Peak District – wyżyna o powierzchni 2172 km² w centralnej i północnej Anglii, w południowej części Gór Pennińskich, zlokalizowana głównie w północnej części hrabstwa Derbyshire, ale obejmująca swoim zasięgiem również Cheshire, Wielki Manchester, Staffordshire, South Yorkshire oraz West Yorkshire.
Większa część wyżyny stanowi park narodowy (Peak District National Park), który dzieli się na dwie części: północną – Dark Peak, gdzie dominuje krajobraz rozległych wrzosowisk oraz południową – White Peak, której podkład stanowi głównie wapień. Powierzchnia parku wynosi 1404 km², a został on utworzony 17 kwietnia 1951, jako pierwszy park narodowy w Wielkiej Brytanii.
Największy i najstarszy długodystansowy pieszy szlak turystyczny w Wielkiej Brytanii (Pennine Way o długości 431 km) rozpoczyna się w Edale – miejscowości usytuowanej w samym centrum Peak District.
Większe aglomeracje w pobliżu to Manchester i Sheffield.